# Zach Appelman

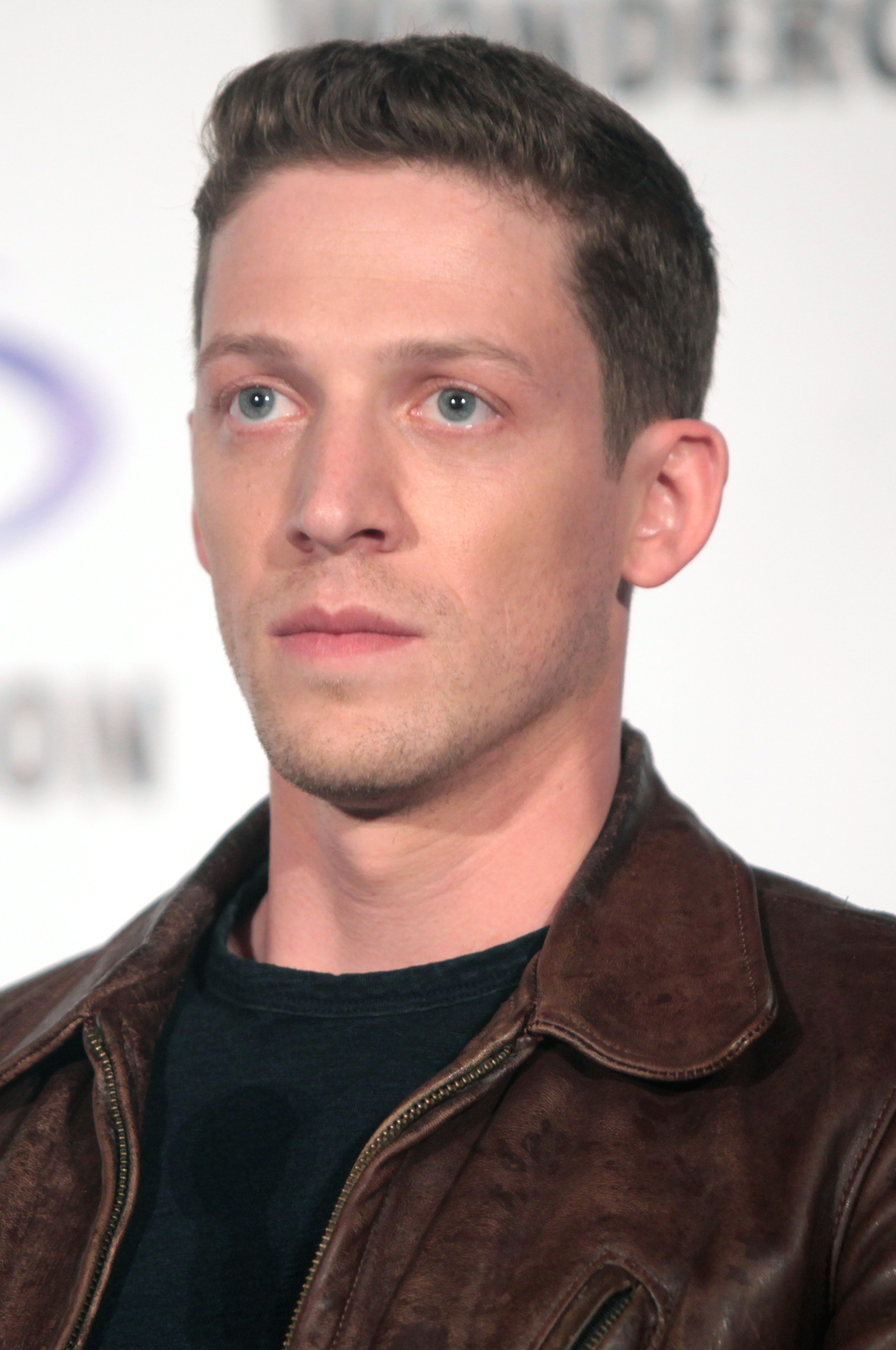
Zach Appelman (2016)

Zach Appelman (* 5. August 1986 in Palo Alto) ist ein US-amerikanischer Film- und Theaterschauspieler.

## Leben
Zach Appelman wurde am 5. August 1986 in Palo Alto, Kalifornien geboren, wo er auch aufwuchs und die Schule besuchte. An der Highschool praktizierte Appelman verschiedene Sportarten, wie Leichtathletik, Wrestling und bestritt Wettkämpfe in verschiedenen Kampfsportarten. In dieser Zeit erwarb Appleman auch einen Schwarzen Gürtel in Karate.
Nach der Highschool studierte Appelman erst Schauspiel an der University of California, Santa Barbara, wo er sein Studium mit einem Bachelor of Fine Arts abschloss und hiernach Schauspiel an der renommierten Yale School of Drama und schloss das Studium mit einem Master of Fine Arts ab. In dieser Zeit sammelte Appelman erste Erfahrungen als Theaterschauspieler. 

## Karriere
Das erste Engagement, das Appelman nach seinem Abschluss erhalten hatte, war für die Rolle von Tybalt in Romeo und Julia. Im 2010 erschienenen Computerspiel World of Warcraft: Cataclysm synchronisierte Appelman die Figur Prince Liam Greymane. Einige Jahre später erhielt Appleman in Kill Your Darlings – Junge Wilde seine erste Filmrolle. Seine erste Hauptrolle hatte Appleman 2014 in der einer Verfilmung des Sommernachtstraums als Demetrius in A Midsummer Night's Dream; einer Verfilmung des Theaterstückes, in dem Appleman ein Jahr zuvor am Polonsky Shakespeare Center in Brooklyn mitgewirkt hatte. Im August 2015 erhielt Appelman eine größere Nebenrolle in der Serie Sleepy Hollow, in der er Joe Corbin spielte. In der Serie Beauty and the Beast erhielt Appleman später die wiederkehrende Rolle von Alton Finn.

## Filmografie (Auswahl)
- 2013: Kill Your Darlings – Junge Wilde (Kill Your Darlings)
- 2014: A Midsummer Night's Dream[5]
- 2014–2016: Sleepy Hollow (Fernsehserie, 18 Folgen)
- 2015: Beauty and the Beast (Fernsehserie, 3 Folgen)
- 2016: Complete Unknown
- 2017: The Marvelous Mrs. Maisel (Serie, 1 Folge)
- 2018: Wie der Vater … (Like Father)
- 2019–2020: God Friended Me (Fernsehserie, 3 Folgen)

## Theater
- 2008: Tod eines Handlungsreisenden von Arthur Miller (als Biff, Chautauqua Theater, Chautauqua[6])
- 2010: Tartuffe von Molière (als Tartuffe, Yale Repertory Theatre, Yale)
- 2010: Wie es euch gefällt von William Shakespeare (als Orlando, Yale School of Drama, Yale)
- 2010: Ein Sommernachtstraum von William Shakespeare (als Oberon, Yale School of Drama, Yale)
- 2010: Romeo und Julia von William Shakespeare (als Tybalt, Chicago Shakespeare Theatre, Chicago[7])
- 2012: Heinrich V. von William Shakespeare (als Henry V., Folger Elizabethan Theatre, Washington[8])
- 2013: Ein Sommernachtstraum von William Shakespeare (als Demetrius, Polonsky Shakespeare Center, Brooklyn[9])
- 2016: Hamlet von William Shakespeare (als Hamlet, Hartford Stage, Hartford[10])